# 窦叔蒙
窦叔蒙（？年—？年），浙东人，唐代潮汐学家、地理学家。

## 著作
他的《海涛志》（又称《海峤志》）约成文于大历年间，全文保存在清俞思谦的《海潮辑说》一书中，是中国现存最早的潮汐专篇。全文分成因、涛历、涛日时、涛期、朔望体象和春秋仲涛涨解六章。
- 第一章为总论，主要论述潮汐形成的原因。指出：地球的海洋潮汐现象和月亮之间有着非常密切的关系[3]。
- 第二章为论涛数（涛历），主要论述海洋潮汐涨落循环规律，对一个朔望月里潮汐与月亮的对应变化作了生动描述。
- 第三章为论涛时，主要讲述对高低潮时的推算方法，并为此建立了一种科学而且独具特色的图表法。
- 第四章为论涛期，主要讲述了海洋潮汐在一日之内、一月之内、一年之内的变化情况。指出海洋潮汐的大小和升降时刻每日每月都有不同[4]。
- 第五章论朔望体象。
- 第六章论春秋仲涛解，进一步阐述一年之内出现大潮的问题[5]。

窦叔蒙继承东汉王充“涛之起也，随月盛衰”的理论，明确提出了“潮汐作涛，必符于月”的同步原理。此外，他利用中国古代天文历算方法进行潮时的推算，推得28992644日中潮汐次数为56021944。由此可见潮汐周期为12小时25分12秒，这个数字与现在通用的半日潮周期数字相差很小；为使理论潮时推算的成果便于运用，他绘制了涛时推算图，依据旧历日期和推算图，即可演算当日高潮时辰。
该潮汐图表比现存欧洲最早的“伦敦桥涨潮时间表”要早400多年；论述了正规半日潮区的潮汐日、月、年周期：一日之内有两个潮汐周期（“一晦一明，再潮再汐”），一朔望月内有两次大、小潮（“一朔一望，载盈载虚”），一年内也有两次大潮和小潮（“一春一秋，再涨再缩”）；根据日、月在天球视运动的差异，推算出春季大潮和秋季大潮发生的时间，从而实际上阐述了分点潮。